# Masaru Kurotsu
Masaru Kurotsu (黒津 勝 Kurotsu Masaru?), född 20 augusti 1982 i Ibaraki prefektur, är en japansk fotbollsspelare.
Kurotsu började sin karriär 2001 i Kawasaki Frontale. Han spelade 174 ligamatcher för klubben. 2013 flyttade han till Yokohama FC. Efter Yokohama FC spelade han för Gainare Tottori.